# Smuklik sześciopasy
Smuklik sześciopasy (Halictus sexcinctus) – gatunek pszczoły z rodziny smuklikowatych (Halictidae). 

## Wygląd
Długość ciała 13-16 mm, co czyni go jednym z największych smuklików występujących w Polsce. Na odwłoku znajdują się nieprzerwane włoskowe przepaski. U nasady pierwszego tergitu samicy znajduje się owłosione zagłębienie pełniące funkcję acarinarium, czyli miejsca, w którym przenoszone są związane z tym gatunkiem roztocze Histiosoma halicticola. Samiec ma haczykowato zagięte na końcu czułki. Są one koloru pomarańczowego, z czarnymi końcowymi segmentami. 
Zarówno samce, jak i samice są bardzo podobne do smuklika szerokopasego.

## Biologia
W środkowej Europie smuklik sześciopasy prowadzi samotny tryb życia, natomiast w południowej Grecji występuje pod tym względem zmienność w obrębie gatunku. W greckich populacjach część gniazd stanowią kolonie eusocjalne, każda zapoczątkowywana przez pojedynczą samicę (królową). Potomstwo królowej rozwija się w robotnice, samce i przyszłe królowe, przy czym część robotnic ma rozwinięte jajniki, a więc jest, przynajmniej potencjalnie, zdolna do składania jaj. Drugą strategią jest zakładanie gniazda nie przez jedną, a kilka samic, które pracują wspólnie i nie wykazują wobec siebie większej agresji. Samice założycielki reprezentujące każdą z tych dwóch strategii różnią się od siebie wzajemnie, a także od robotnic z kolonii eusocjalnych, rozmiarami i proporcjami ciała. Badania genetyczne potwierdziły jednak, że jest to rzeczywiście zmienność wewnątrzgatunkowa, a nie występowanie dwóch bardzo podobnych gatunków o różnych strategiach rozmnażania.
Przodkowie smuklika sześciopasego byli społeczni, a więc samotny tryb życia w środkowej Europie jest wynikiem wtórnego wykształcenia samotnego trybu życia.

## Występowanie
Wyróżnia się dwa podgatunki: sexcinctus występujący w zachodniej Palearktyce oraz albohispidus na Bliskim Wschodzie.